# Heliophanus eucharis
Heliophanus eucharis este o specie de păianjeni din genul Heliophanus, familia Salticidae, descrisă de Simon, 1887. Conform Catalogue of Life specia Heliophanus eucharis nu are subspecii cunoscute.